# Gerald Whittle
Gerald Whittle – australijski judoka.
Brązowy medalista mistrzostw Oceanii w 1979. Wicemistrz Australii w 1979 roku.